# Zima Vrščaj Holy
Zima Vrščaj Holy, slovenska mladinska pisateljica, urednica, publicistka in politična delavka, * 15. januar 1912, † 5. avgust 1998, Ljubljana.

## Življenje in delo
Zima Vrščaj Holy se je rodila v Trstu, učiteljema Ivanu in Klementini (rojena Božič). Od leta 1922 do 1930 je obiskovala osnovno šolo in klasično gimnazijo v Mariboru. Od leta 1930 do 1936 je študirala slavistiko, germanistiko in primerjalno gramatiko indoevropskih jezikov na Filozofski fakulteti v Ljubljani. Od leta 1936 do 1941 je poučevala v Brežicah, Sinju in v Žalcu – tu je sodelovala tudi pri ustanovitvi partizanske celice.
Leta 1941 se je poročila s pravnikom Stankom Holyjem. Po poroki je bila do leta 1943 aktivistka pri Osvobodilni fronti v Ljubljani, nato pa se je pridružila partizanom. Oktobra leta 1943 udeležila Kočevskega zbora.
Bila je urednica revije Naša žena, ki je leta 1942 ilegalno izhajala v Ljubljani. Urejala je tudi revijo Ciciban (1951-1960), Mladinski svet (1956-1958), Otrok in družina (1959-1961), slovenski Izseljenski koledar (1958-1969) in Rodno grudo (1962-1968). Pomembno je delovala pri vzpostavljanju stikov med slovenskimi izseljenci in matično domovino.
Umrla je 5. avgusta 1998 v Ljubljani.

### Črtice
- Cena (1938)
- Dionizijev ples (1938)
- Njunja (1939)
- Tri sestre (1940)

### Kratka proza za otroke v revijahCiciban,Kurirček,Pionir,Pionirski listinSodobnost
- Utrinek (1939)
- Ljubezen (1939)
- Prvi šolski dan (1956)
- Listje v ulici, kjer ne rasto drevesa (1961)
- Veverica (1961)
- Kdo je vzel žogo? (1970)
- Čolnički za prvi maj (1972)
- Ptiček pred avtobusom (1974)

### Slikanice
- Taščica (1963) (COBISS), ponatis z naslovom Sinička nas je obiskala (1974) (COBISS)
- Taščici (1970)
- Odred mladih risarjev (1971) (COBISS)
- Kaj je našel Šarek (1975) (COBISS)
- Tisoč čolničkov (1977) (COBISS)
- 7 cofov za 1. maj (1978) (COBISS)

### Prevodi
- Henry Gilbert: Robin Hood (1953, 1965, 1968) (COBISS)
- Dorothy Edwards Shuttlesworth: knjižna zbirka Razigrane živali (1971): Črnuhec potepuhec, Prašiček Debelko, Radovedni raček, Srnica Pikica (COBISS), Veverica Skokica, Zajček ribič

## Odlikovanja
- (1941) Nosilka spomenice,
- (1945) Red zaslug za narod s srebrno zvezdo,
- (1945) Red zaslug za narod s srebrnimi žarki, za hrabrost,
- (1957) Odlikovanje dela z zlatim vencem,
- (1972) Odlikovanje Republike s srebrnim vencem.